# Moulézan
Moulézan là một xã trong vùng Occitanie. Xã Moulézan nằm ở khu vực có độ cao trung bình 80 mét trên mực nước biển.